# 残酷・異常・虐待物語 元禄女系図
『残酷・異常・虐待物語 元禄女系図』（ざんこくいじょうぎゃくたいものがたり げんろくじょけいず）は、1969年の日本映画。吉田輝雄主演、石井輝男監督。R-18（旧成人映画）指定。2009年再審査によりR15+。

## 概要
石井輝男"異常性愛路線"として括られることの多い9本のエログロ映画の4本目。前作『徳川女刑罰史』と同様、全三話からなるオムニバス映画。前作からエロと残虐を強調するフォーマットも固まり、本作もそれを踏襲している。また本作より石井作品に欠かせない名コンビとなる掛札昌裕が初参加。このタイトルで驚きの1969年の東映正月映画第二弾であった（第一弾は『新 網走番外地』/『博徒列伝』）。

## あらすじ
ヤクザに欺され、吉原の女郎まで身を持ち崩しながら、なお男への思慕を募らせ、拷問の果てに死ぬ江戸の町娘（橘ますみ）の悲劇「おいとの巻」。夜毎、見世物小屋に片輪者を引き摺り込み倒錯した性愛に耽る豪商の娘（葵三津子）が辿る結末「おちせの巻」、妊婦の腹を裂き、全裸金粉窒息責め、裸の腰元たちの中に牛の群れを放ったり、鬼畜の限りを尽くす暴君（小池朝雄）の悪行と末路を描く「おみつの巻」、三つの物語が医師玄達によって次々語られてゆく。

## キャスト
- 玄達：吉田輝雄
- 半次：山本豊三
- おいと：橘ますみ
- きぬ：木山佳
- 八重垣：カルーセル麻紀
- 小菊：三笠れい子
- 雛菊：丘そのみ
- おせい：南風夕子
- おしの：沢淑子
- 熊五郎：蓑和田良太
- 虎吉：山本昌平
- 猪之助：林彰太郎
- 料亭の客：小島慶四郎
- 若衆A：唐沢民賢
- 若衆B：五十嵐義弘
- 男：村田博
- 御大尽：上田吉二郎
- おちせ：葵三津子
- 長吉：石浜朗
- 小人：若狭伸
- 黒人：ジム・Ｍ・ヒューズ
- 片眼の男：沢彰謙
- 人足：滝譲二
- 相撲とり：大蛇川
- 婆や：牧淳子
- 正親：小池朝雄
- おみつ：尾花ミキ
- お紺：賀川雪絵
- 弓岡：阿井美千子
- 藤島：田中美智
- 貝原：中村錦司
- 木樵：矢奈木邦二郎
- 村娘：高木恵子
- 近習：山下義朗
- 暗黒舞踏：土方巽

## スタッフ
- 監督：石井輝男
- 企画：岡田茂、天尾完次
- 脚本：石井輝男、掛札昌裕
- 撮影：吉田貞次
- 音楽：八木正生
- 美術：鈴木孝俊
- 照明：中山治雄
- 編集：神田忠男

## 製作

### 企画
企画は岡田茂東映映画本部長。1968年暮れに岡田が"刺激性路線"に続く1969年東映新路線として企画した"性愛もの"シリーズ、"性愛路線"の第一弾として企画した。石井の"異常性愛路線"は、全て岡田と石井の話し合いで決められた。
1968年夏の時点で本作の枠である1969年正月映画として岡田が企画していたのは「高橋お伝、妲己のお百、夜嵐お絹その他、有名な妖婦、毒婦を総登場させて、誰が明治時代の妖婦で、誰が徳川時代の毒婦であっても一切こだわらず型破りなドラマを構成する」という歴史的に有名な毒婦の"実録猟奇犯罪もの"で、仮タイトルは『妖婦百人』という"毒婦アベンジャーズ"のような企画であった。岡田が"毒婦もの"を最初に企画に挙げたのは1965年のことで、1965年始めに「東映好色新路線」としてエロ映画を大手映画会社で初めて路線化する方針を打ち出し、このラインアップに『四畳半襖の下張』（『四畳半物語 娼婦しの』）、大川橋蔵主演『女犯破戒』、平安朝時代のセックスと暴力を描く佐久間良子主演『女盗賊』、井原西鶴原作の『好色親不孝』（本朝二十不孝？）、大奥の局が将軍の寵愛合戦を繰り広げる『大奥㊙物語』と、藤純子主演を予定した"毒婦もの"『毒婦・高橋お伝』が含まれていた。また1965年4月のインタビューで今後の製作スケジュールとして「毒婦シリーズの製作を考えている」と話し、タイトルは『刺青』と答えた。この『刺青』の内容は分からない。1965年末には『女の昼と夜』『日本売春史』『女王蜂仁義』など、エロダクション並みのタイトルを追加した。ヤクザ路線に押しやられていた女優たちは、久しぶりに巡って来たチャンスにも複雑な表情で、藤純子に代わり『毒婦・高橋お伝』主演に配役された佐久間良子は「作品の意図は分かるけれど、好色路線といわれては出る気はしません」と断固出演を拒否した。『四畳半物語 娼婦しの』も製作までかなり時間を要し、毒婦シリーズどころか一本の製作にも難航した。今日の主演級女優は"実録犯罪もの"も普通に演じるが、当時の主演級女優は"毒婦もの""実録犯罪もの"をやりたがらなかった。結局この企画は『明治大正昭和 猟奇女犯罪史』にスライドしたようで、本作は実録ものではない。
石井輝男は岡田本部長からの信頼も厚く、岡田作成による東映の年間ラインナップ表には、"石井もの"というエログロ企画枠が用意され、封切りまでにそこで石井作品を必ず何かやらないといけないと決まっていた。東映で石井の"異常性愛路線"を支持する者は、指揮を執る岡田と天尾完次だけだったといわれる。当時の岡田は大川博東映社長から「お前は東映映画の社長だ」と煽てられていたといわれ、映画の製作に関しては、一つの映画会社の社長の立場に匹敵する大きな権限を持たされていた。本作に始まる1969年の"性愛路線"について岡田は「今年は石井監督とボクと二人が悪役覚悟でやる」と話し、石井は「今年(1969年)は岡田氏と二人一緒で悪役でいこうということで、いわゆるオーソドックスな線だけではなく、そういう方面（性愛路線）に活路があるのではないかという考え方でやっているのです」「会社の方針に従うだけ。観客にうける作品でないと作る意味はない」などと話し、岡田と石井で"性愛路線"の共闘を申し合わせていた。

### タイトル
当時の東映のえげつないタイトルは本作も含め全て岡田の命名といわれた。1969年は正月明けから本作『残酷・異常・虐待物語 元禄女系図』『にっぽん'69 セックス猟奇地帯』（タイトルは中島貞夫との合作）『謝国権「愛」より ㊙性と生活』『異常性愛記録 ハレンチ』『妾二十一人 ど助平一代』『㊙女子大生 妊娠中絶』『徳川いれずみ師 責め地獄』とメジャー映画会社とは思えない振り切ったエログロ満載の文字づらを並べ、当時の東映のエロ映画（東映ポルノ）のタイトルは、ピンクプロダクション製作のピンク映画顔負けどころか、遥かに凌駕するドギつさといわれ、「これが本当に映画人のセンスなのか？」と呆れられた。当時はこのようなえげつないポスターが立て看板などで大量に街に貼り出され（条例が厳しい地方自治体では規制がある）、女優たちもこの後どんな凄い題名が続出するかビクビクしていたといわれる。芸能記者の間では「東映の女優たちには、あなたいま何に出演してる？と聞かないのが思いやり」というのが合言葉だった。東映の社員やスタッフは誰も抗議をしないのかと言われていたため、この後1969年春に有名な石井輝男排斥運動が起きた際には「当たり前だろ」と胸を撫でおろしたマスメディアもあったといわれる。桂千穂は「大蔵貢と岡田茂は映画のタイトルをつけることにおいては二大名人」と評価している。

### 脚本
石井輝男との名コンビで知られる掛札昌裕が石井と初めてコンビを組んで共同で脚本を執筆。掛札は天尾完次プロデューサーの抜擢。掛札は助監督をやりながら変な習作シナリオを書くと噂になり、「あいつなら石井と合うんじゃないか」と思われて起用に至ったとされる。最初の打ち合わせは東映京都撮影所の前の旅館で『徳川女刑罰史』の撮影用に三笠れい子がおっぱい丸出しで刺青師が作業中の横で行われ「凄い世界だなぁ」と感激したと話している。掛札はオムニバスの方が見せ場が作りやすい考えを持っていたため、三本分のプロットを着想し、石井からOKをもらい第一稿まで書き、その後掛札と石井で手を入れた。第三話の腹を裂いて胎児を取り出すシーンはボツになると思って書いたが、石井が「面白い！」と褒め、本編に組み入れられた。

### キャスティング
岡田茂はずっと東映の専属女優を脱がそうと画策した人で、『温泉あんま芸者』で岡田の毒牙にかかった橘ますみは、本作で石井に口説かれ初めて脱がされた。橘は「石井先生のたくみな言葉にのせられて脱ぎました。女優として脱ぐことは割り切っていますけど、一人の女として考えた場合は、ちょっと恥ずかしいし、テレちゃいますね。でもわたしはそれほど抵抗を感じません。ただ家族や親戚が大反対しているんですの。芸能界をやめるまで家に帰ってくるななんて。それで、脱ぐときは家に知らせず、抜き打ち的にやるんです。家族は新聞を見てビックリするわけです。ハダカのセールス・ポイントは背中から腰にかけての線に自信があります。脱いでよかったことはギャラが上がったことかな。ふつう70パーセントくらいしか上がらないんですけど、わたしは100パーセントアップ、つまり二倍になりました。前は一本15万円だったのが、いまは30万円になったもの」などと話した。
第二話の主役・葵三津子は脚本の掛札昌裕夫人。本作の後、葵から「デートしましょう！」と誘ったのが付き合う切っ掛け。葵は大映の1961年、15期ニューフェイスで、本名が一番現代風の館山愛美であったが、占い師に「絶対に売れる」と保証された澄川仁恵という芸名でデビューした。端役で映画・テレビに多数出演したが全然売れず、フリー転向後にNETの部長に付けられた改名後の芸名が更に古臭い葵三津子。とにかく映画に出たくて焦りに焦り、芸能事務所を渡り歩いた。ようやく声がかかったのが本作で、また売れなくなるという不安で脱ぐことを覚悟した。初めての石井組参加で、異形とのセックスに耽るサディスティックなお嬢様を演じた。小人を叩くシーンでは石井から「ミミズ腫れになるまで叩け！」と言われ、手加減すると何度もやらなければならないため、遠慮なくやって慣れたという。現場で石井監督の悪口は聞いたが自分には優しかったという。
暗黒舞踏の雄・土方巽が石井作品に初出演。週刊誌のグラビアで土方が金粉を付けた黄金の張形で踊ると女性が失神すると書かれた記事を石井が読み、凄い人だと本作に招いた。土方は既にアングラでは大スターだったが、東映京都のスタッフは土方を知らず、土方は鶏を口に銜えて踊ったため、スタッフを驚かせた。以降石井作品の常連になった。
カルーセル麻紀が花魁役で出演。カルーセルは「1日も早く500万円ためこんで、パリで子宮をはめる完全手術を受けるのが最大の目標で、だからどんな仕事でも受けて稼ぎまくりたい」などと話した。

## 作品の評価

### 興行
興収1億5,000万円までガクッと落ちた。

### 批評家評
公開当時はマスコミから「下品のハレンチ映画」と叩かれた。
泉大八は「なかなか面白かった。第一の物語で死んだ花魁が溝に捨てられる場面が印象的でした。生きた女の股を裂いて胎児を取り出すシーンもショッキングで観客が悲鳴を上げてましたね」などと評価し、山本晋也は「ぼくも石井監督の新東宝時代の師匠・小森白の下であの種のものを手を変え品を変えやって来ましたが、独立プロとは規模が違いますね」、高橋鐵は「花魁道中のカルーセル麻紀は、人口女性第一号から知っていますが、あの女だか男だか、立派なおっぱいはしみじみ見て感心しました。ただ実に欲張りすぎる映画ですね。医者の臨床例みたいに、三つの話にしたんだと思いますけど、胸が悪くなりました。花魁の髷は確かに兵庫髷というので元禄なんですが、だんだん変わって文化文政になったり、医者は二百年ぐらい生きたのかと思いました。元禄時代に吉原はありません。吉原は日本橋にあったんです。それに遊郭で映画のように残忍なことをやったらすぐ闕所です。シナリオは良いですが、監督や美術は無神経だと思いました」などと評している。

## 同時上映
『待っていた極道』
- 主演 - 若山富三郎 / 監督 - 山下耕作
- 若山富三郎主演の「極道シリーズ」第四作

## ソフト化
2017年10月、石井輝男監督の13回忌追悼企画として『やくざ刑罰史 私刑!』『江戸川乱歩全集 恐怖奇形人間』とともに初DVD化された。